# El diario
El diario va ser un talk show de testimonis produït per Boomerang TV i Atresmedia Televisión, per Antena 3.
Amb una emissió diària a la tarda de dilluns a divendres; es va estrenar el 9 de juliol de 2001 i va finalitzar el 19 d'agost de 2011.

## Presentadors
Al llarg de la seva emissió els seus presentadors van ser: 
- Patricia Gaztañaga
El diario de Patricia
(9/7/2001-24/11/2006; 26/2/2007-9/7/2008) 
  - De dilluns a divendres, (9/7/2001-24/11/2006) i després de tornar de la seva baixa per maternitat; de dilluns a dijous, (26/2/2007-9/7/2008).

- Yolanda Vázquez
El diario del viernes, con Yolanda
(2/3/2007-5/10/2007) 
  - Després de substituir Patricia Gaztañaga, durant la seva baixa, es va quedar al capdavant del programa del divendres.

- Juan y Medio
Diario y medio
(19/10/2007-1/8/2008)
  - Presentador dels divendres, després de la marxa de Yolanda Vázquez.

Després de la marxa de Patricia Gaztañaga, el 9 de juliol de 2008, la cadena va anunciar què seria ell, qui en prengués el relleu, i així va ser des del 10 de juliol de 2008 a l'1 d'agost de 2008, parant aquest mateix dia per al seu descans estival, però després ja no tornaria.
- Sandra Daviú
El diario
(22/9/2008-22/7/2011) 
  - Va assumir la presentació del programa, primer com a substituta estiuenca, (Diario de verano), (4/8/2008-19/9/2008); de dilluns a divendres i després com a titular, el programa va canviar d'imatge i nom: El diario, (22/9/2008-22/7/2011).[1][2][3]

En el període estival, El diario, canviava el seu nom per El diario de verano, mantenint la seva estructura; va ser conduït per: Silvia Ruiz, (22/7/2002-6/9/2002); Yolanda Vázquez, (14/7/2003-5/9/2003; 19/7/2004-3/9/2004; 18/7/2005-2/9/2005; 15/7/2007-31/8/2007); Mónica Martínez, (10/7/2006-1/9/2006); Sandra Daviú, (4/8/2008-19/9/2008); Vanessa Martyn, (10/8/2009-28/8/2009) i Ainhoa Arbizu, (26/7/2010-3/9/2010; 25/7/2011-19/8/2011).

## Estructura
Cada dia, el programa convidava a una sèrie de persones anònimes que aportaven el seu testimoniatge personal sobre un tema concret plantejat prèviament pel programa, generalment relacionat amb els conflictes familiars o els problemes sentimentals.

## Controvèrsia
Al llarg de la seva història, el programa va ser qüestionat en múltiples ocasions per crítics televisius i associacions d'espectadors, arribant una de les convidades a abandonar el plató en directe perquè estava fins al cоny d'ell, en considerar inapropiats els seus continguts per a l'horari de protecció infantil, així com la manipulació dels convidats, fins al punt de ser considerat un dels programes paradigmàtics de la telebrossa.
Les crítiques van refermar especialment després del 19 de novembre de 2007, amb l'assassinat de la jove russa Svetlana a les mans de la seva exparella, cinc dies després de l'emissió d'un programa on van participar tots dos i en el qual ella rebutjava davant les càmeres la seva proposta de matrimoni.
En el tercer informe de la Comissió Mixta de Seguiment del Codi d'Autoregulació de Continguts Televisius i Infància (de març de 2007 a març de 2008), El diario de Patricia figurava entre els cinc programes que més denúncies van rebre per haver vulnerat aquest codi.

## Audiències
| Temporada | Temporada | Estrena                | Final                  | Audiència   | Audiència | Horari                                                        |
| Temporada | Temporada | Estrena                | Final                  | Espectadors | Quota     | Horari                                                        |
| --------- | --------- | ---------------------- | ---------------------- | ----------- | --------- | ------------------------------------------------------------- |
|           | Estiu     | 9 de juliol de 2001    | 7 de setembre de 2001  | 1.774.000   | 26,7%     | 19.00-20.00                                                   |
|           | 1a        | 10 de setembre de 2001 | 19 de juliol de 2002   | 2.200.000   | 28,5%     | 19.00-20.00                                                   |
|           | Estiu     | 22 de juliol de 2002   | 6 de setembre de 2002  | 1.353.000   | 24,3%     | 19.00-20.00                                                   |
|           | 2a        | 9 de setembre de 2002  | 11 de juliol de 2003   | 1.820.000   | 24%       | 19.00-20.00                                                   |
|           | Estiu     | 14 de juliol de 2003   | 5 de setembre de 2003  | 1.397.000   | 24,7%     | 19.00-20.00                                                   |
|           | 3a        | 5 de setembre de 2003  | 16 de juliol de 2004   | 2.075.000   | 24,6%     | 19.00-20.20                                                   |
|           | Estiu     | 19 de juliol de 2004   | 3 de setembre de 2004  |             |           | 19.00-20.20                                                   |
|           | 4a        | 6 de setembre de 2004  | 15 de juliol de 2005   |             |           | 19.00-20.20                                                   |
|           | Estiu     | 18 de juliol de 2005   | 30 d'agost de 2005     |             |           | 18.45-20.20                                                   |
|           | 5a        | 2 de setembre de 2005  | 7 de juliol de 2006    | 2.046.000   | 23,4%     | 18.45-20.20                                                   |
|           | Estiu     | 10 de juliol de 2006   | 1 de setembre de 2006  |             |           | 18.45-20.20                                                   |
|           | 6a        | 4 de setembre de 2006  | 12 de juliol de 2007   | 1.940.000   | 20,5%     | 18.45-20.20                                                   |
|           | Estiu     | 15 de juliol de 2007   | 31 d'agost de 2007     |             |           | 18.45-20.20                                                   |
|           | 7a        | 3 de setembre de 2007  | 1 d'agost de 2008      | 1.932.000   | 18,4%     | 18.45-20.20                                                   |
|           | Estiu     | 4 d'agost de 2008      | 19 de setembre de 2008 |             |           | 18.45-20.20                                                   |
|           | 8a        | 22 de setembre de 2008 | 7 d'agost de 2009      | 1.791.000   | 18,5%     | 19.30-21.00                                                   |
|           | Estiu     | 10 d'agost de 2009     | 28 d'agost de 2009     |             |           | 19.30-21.00                                                   |
|           | 9a        | 31 d'agost de 2009     | 23 de juliol de 2010   |             |           | 19.30-21.00                                                   |
|           | Estiu     | 26 de juliol de 2010   | 3 de setembre de 2010  |             |           | 19.30-21.00                                                   |
|           | 10a       | 6 de setembre de 2010  | 22 de juliol de 2011   |             |           | 20/9/2010-4/4/2011 18.45-20.00 7/4/2011-19/8/2011 18.00-19.15 |
|           | Estiu     | 25 de juliol de 2011   | 19 d'agost de 2011     |             |           | 20/9/2010-4/4/2011 18.45-20.00 7/4/2011-19/8/2011 18.00-19.15 |

- Entre 2001 a 2007; el programa va collir una audiència mitjana de 2.032.000 (24,9%), dades superiors a la mitjana de la cadena.[13]

A l'última temporada el programa va anotar unes xifres inferiors, amb una mitjana d'1.932.000 (18,4%), així i tot, rondava la mitjana de la cadena.
El programa més vist va ser emès el 26 de gener de 2005, sota l'enunciat: ¿Por qué no me dejas ser feliz?; que va registrar una mitjana de 3.670.000 (30,8%).
El seu màxim històric de quota ho va aconseguir el 29 d'abril de 2004 amb un 36%, en un espai que tenia com a tema central: Necesito saber quien tiene mi sangre.

## Reconeixements

### TP d'Or
| Any  | Categoria      | Resultat  |
| ---- | -------------- | --------- |
| 2001 | Millor magazín | Guanyador |